# 浜松アリーナ
浜松アリーナ（はままつアリーナ）は静岡県浜松市中央区にある体育館。

## 概要
1990年（平成2年）開館。最大8,000人まで収容でき、スポーツイベントやコンサート、式典、集会などが開催されている。
メインアリーナ(65 m×44 m、2,860 m2)には大型カラービジョンや、可動席がある。また、サブアリーナ(40 m×34 m、1,360 m2)、フィットネスセンター(227 m2)などのほか研修合宿センターもある。
2006年バスケットボール世界選手権では、予選グループCの会場として15試合が行われた。2003年以降、バレーボールワールドカップのBサイト会場（全日本は出場しない）として使用されている。
平成18年度より指定管理者制度が導入され、浜松市スポーツ協会が指定管理者として管理を行っている。

## プロスポーツの会場
2012年からはFリーグのアグレミーナ浜松のホームアリーナとして使用されている。また、2016年よりB.LEAGUEへ参入した三遠ネオフェニックスのホームゲームも数試合が開催されている。前身の浜松・東三河フェニックスとしてbjリーグへ参加していた時代はホームアリーナのひとつとして利用されていた。

## 交通アクセス
- JR東海道本線天竜川駅から徒歩20分
- 東名高速道路浜松インターチェンジから10分
- 浜松駅バスターミナルより、遠鉄バス80中ノ町磐田線中ノ町・磐田駅方面行きに乗車し「浜松アリーナ」バス停下車。